# خانه شفاهی
خانه شفایی مربوط به دوره قاجار است و در شهرستان آمل، بخش مرکزی، خیابان آیت الله جوادی، بافت قدیم پایین بازار در نیاکی محله واقع شده و این اثر در تاریخ ۱۴ اسفند ۱۳۸۵ با شمارهٔ ثبت ۱۷۸۰۲ به‌عنوان یکی از آثار ملی ایران به ثبت رسیده است.

## نگارخانه

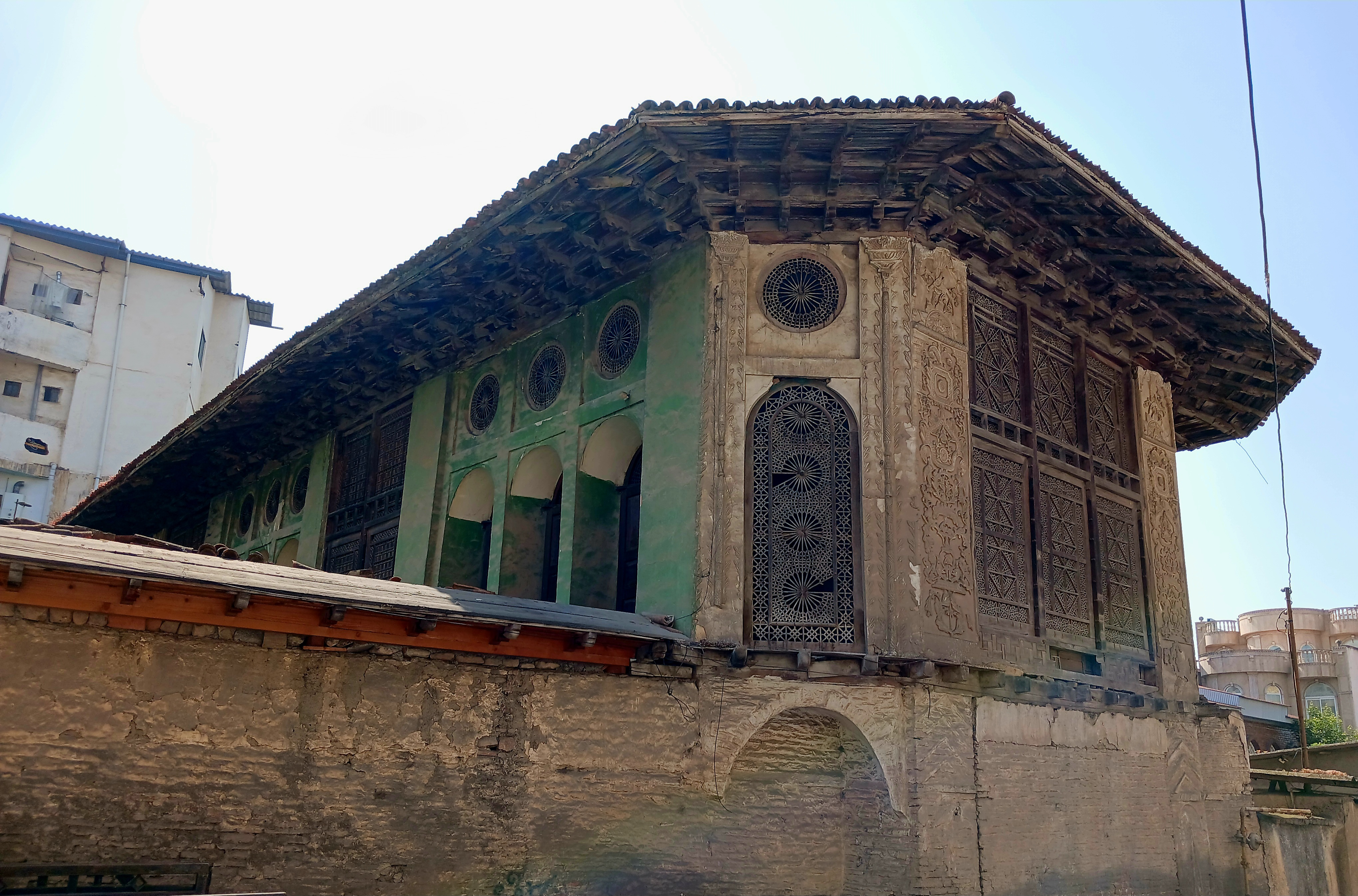
نمایی از خانه
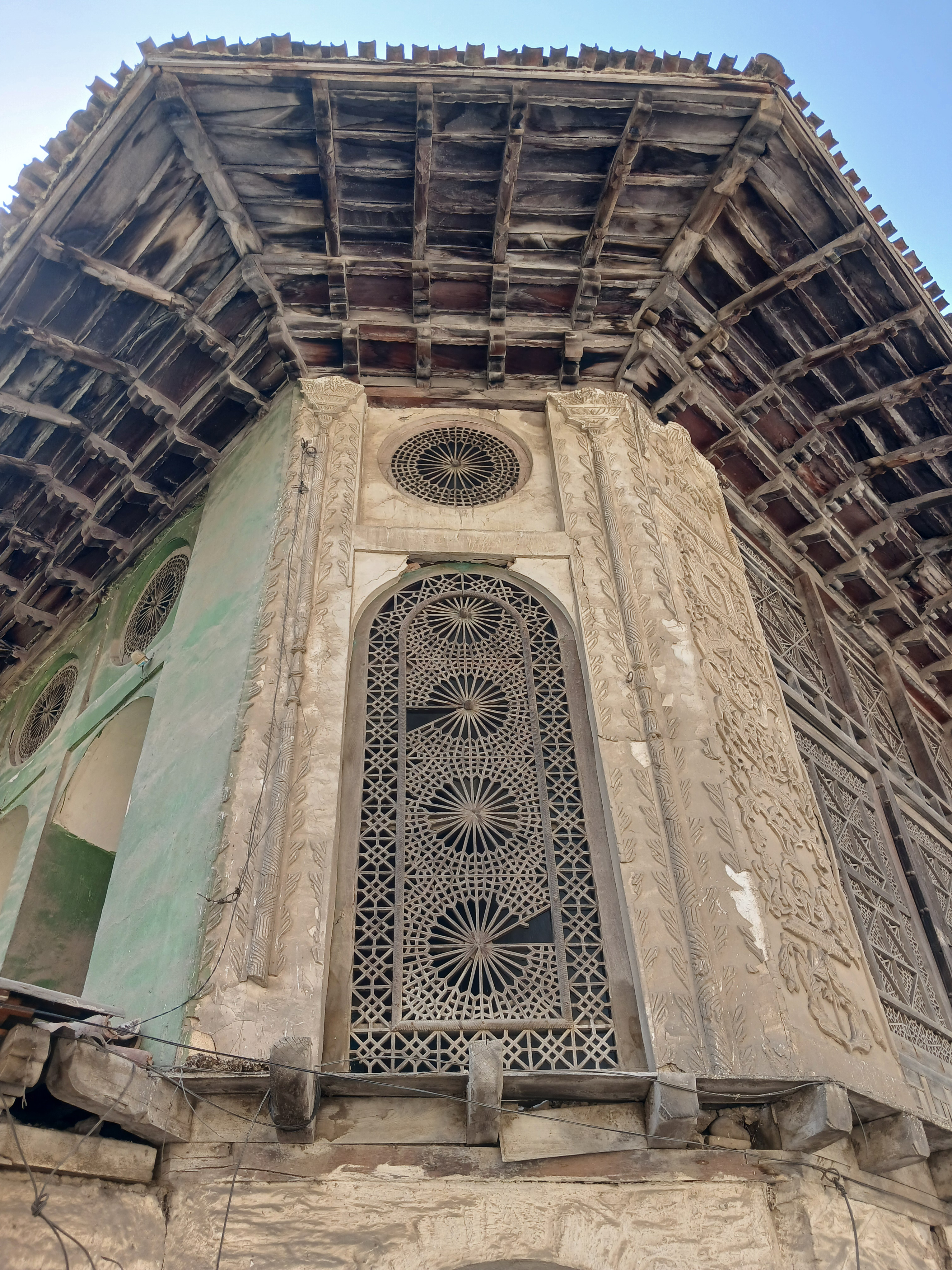
تزئینات زیبا و باارزش خانۀ شفاهی
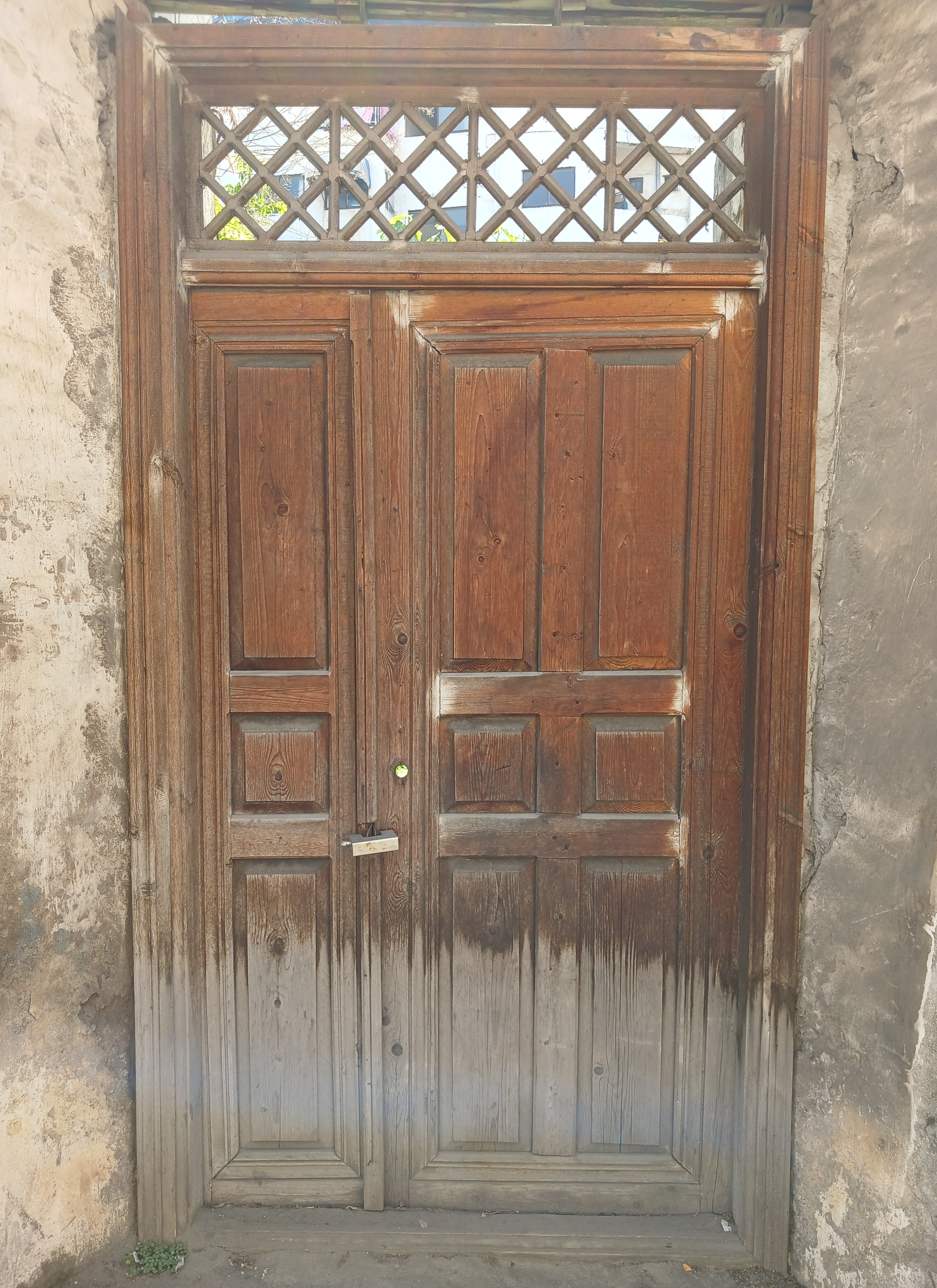
درب قدیمی خانه